# Adam Alsing

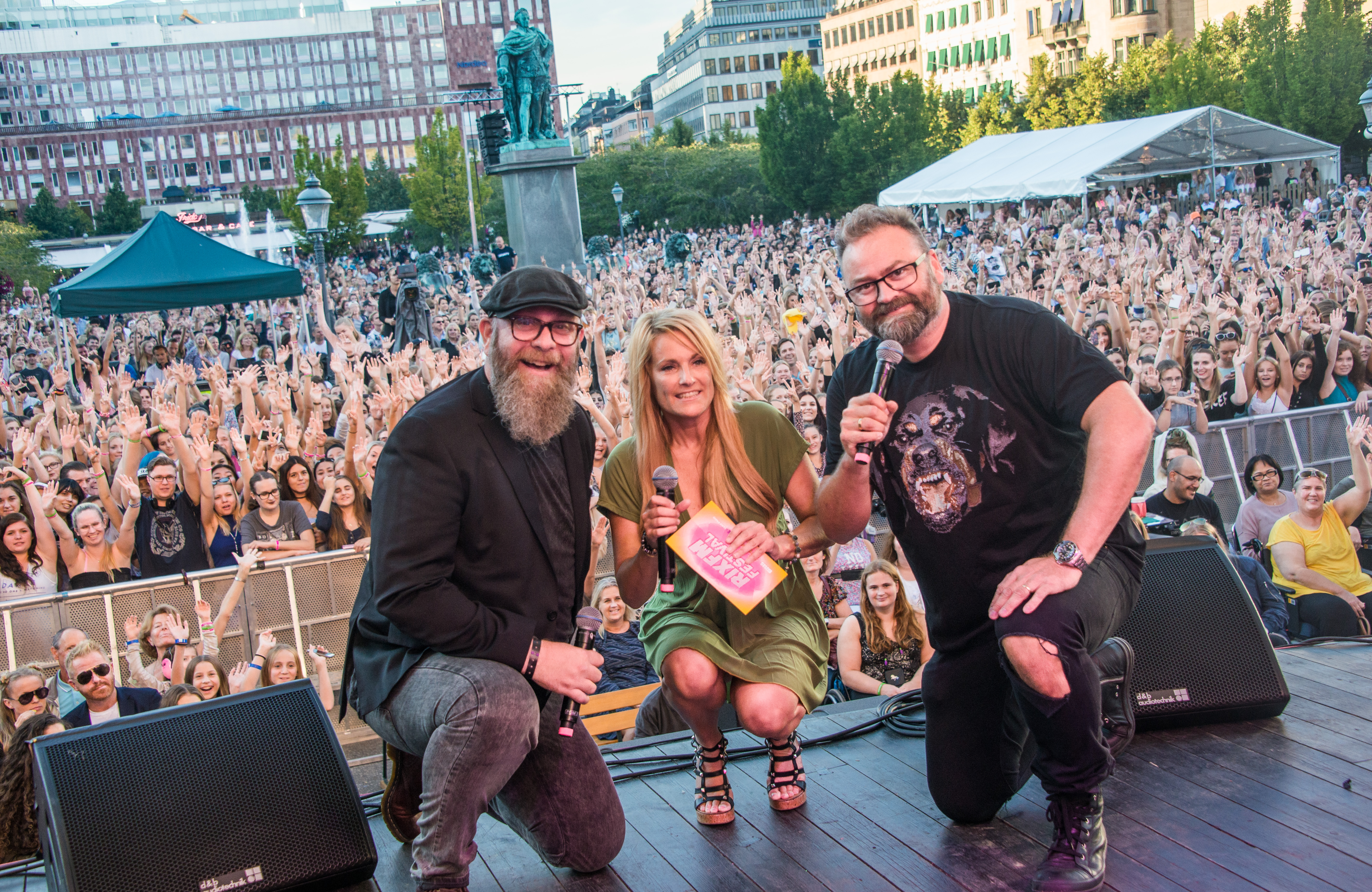
Adam Alsing tillsammans med programledarna Laila Bagge och Fredrik Birging framför publikhavet på Rix FM Festivalen 2016 i Kungsträdgården i Stockholm.

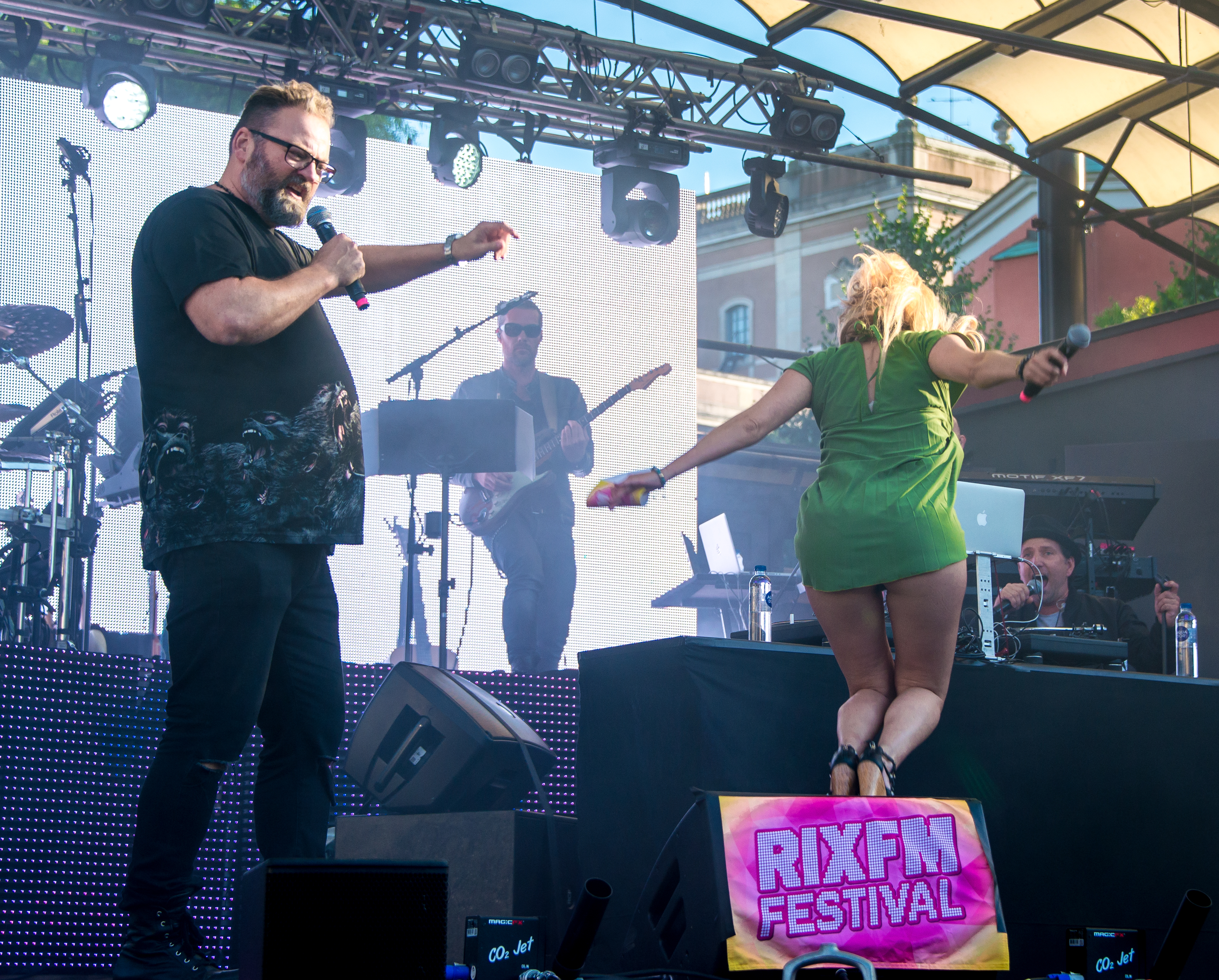
Adam Alsing och Laila Bagge showar under Rix FM Festivalen 2016.

Rolf Adam Engelbrekt Alsing, född 12 oktober 1968 i Domkyrkoförsamlingen i Karlstad, död 15 april 2020 i Katarina distrikt i Stockholm, var en svensk radio- och TV-programledare.  Han var programledare för flera stora produktioner i TV4, TV3, Kanal 5, Rix FM och NRJ. Alsing avled till följd av covid-19 under coronaviruspandemin. Han tilldelades årets hederspris under Kristallen 2020 postumt.

## Biografi och karriär

### De tidiga åren
Adam Alsing var son till Aftonbladets tidigare chefredaktör Rolf Alsing och textilkonstnären Ulla-Lena, född Peterson. Adam Alsing växte upp i Stockholm från 1969, i Sollefteå från 1975 och i Karlstad från 1981. Alsing arbetade som diskjockey under sin gymnasietid i Karlstad och började sända radio med Unga Örnar på närradiostationen Radio Solsta 92,2. Efter examen fick han anställning vid Sveriges Radio.

### TV
När TV4 startade 1990 sökte han sig till kanalen. Hösten 1990 debuterade han som programledare i Twist & Shout, och från 1991 kom han att göra över hundra avsnitt av Tur i kärlek. Därefter kom han till TV 3, där han fick den egna talkshowen Adam. Alsing startade i mitten på 1990-talet tillsammans med Nikola Söderlund produktionsbolaget Think Big Television och producerade Adam och Utmanarna för TV3 samt originalidén Måndagsklubben, vilket blev en stor framgång som sändes på Kanal 5 1996–2000. Think Big Television såldes sedermera till Nordisk Film men Alsing lämnade snart bolaget.
Alsing var programledare för Big Brother, där han var verksam 2000–2005, samt realityserien Masterplan. Åren 2006–2007 var han programledare för programmet Jeopardy, där han efterträdde Magnus Härenstam. År 2008 medverkade han som berättarröst i den svenska versionen av spelet Little Big Planet till PlayStation 3 och året därpå på Playstation Portable. Han var 2009–2011 samt 2014 programledare för Sveriges värsta bilförare på TV4. Alsing medverkade även 1999 och 2011 i TV-programmet På spåret och var Andra chansens expertkommentator samt talesperson för de internationella jurygrupperna i Melodifestivalen 2011.
Mellan 5 september 2011 och 5 april 2012 ledde Alsing #AdamLive, en egen direktsänd talkshow på TV3, som sändes måndag till fredag. Till sin hjälp hade han Carin da Silva och Daniel Breitholtz. Hösten 2014 återvände Alsing till SBS Discovery och började återigen leda Big Brother på Kanal9. År 2017 tog han över programledarskapet för Arga snickaren, då med namnet Arga snickaren med Adam Alsing, och ledde programmet under två säsonger.
Under sommaren 2019 spelade Alsing in första säsongen av Top Gear Sverige, en storsatsning från Discovery Networks Sweden, där han var programledare tillsammans med Marko "Markoolio" Lehtosalo och Tony Rickardsson. Det kom att bli Adam Alsings sista TV-produktion. Programmet var planerat att ha premiär under våren 2020 men blev försenad till följd av hans plötsliga bortgång i april 2020. Efter en tids osäkerhet meddelades dock att säsongen skulle sändas i Kanal 5 och Discovery+ till minne av Alsing, senare samma år.

### Radio
Mellan 2004 och 2011 ledde Alsing tillsammans med Gry Forssell och Anders Timell radioprogrammet Äntligen morgon på Mix Megapol. Från 2012 ledde Alsing podcasten Adam & Kompani med Daniel Breitholtz och Carin da Silva. Adam & Kompani var en fortsättning på den podcast som trion började spela in i samband med #AdamLive. Under våren 2015 lämnade Da Silva podcasten, och Vanessa Falk tog hennes plats. Sedan 2019 är podcasten endast tillgänglig via Spotify. Flera mediaprofiler har deltagit i podcasten under åren,  antingen som gäst eller som vikarie i de ordinarie medlemmarnas frånvaro, däribland Kristoffer Appelquist, Lotta Möller och Carolin Björnerhag. Alsing ledde podcasten fram till sin död 2020, efter vilken Breitholtz och Falk valde att fortsatta under namnet Kompaniet tillsammans med Kristoffer Appelquist.
Under 2013 tog Alsing tillsammans med Marko "Markoolio" Lehtosalo och Brita Zackari över som programledare för Rix Morronzoo. Vid årsskiftet 2016–2017 slutade Alsing på Rix Morronzoo och ersattes av Roger Nordin Från 2019 och fram till sin död 2020 var han programledare för NRJ Morgon.

### Död
Adam Alsing avled, 51 år gammal, till följd av covid-19 under coronaviruspandemin. Han är gravsatt på Katarina kyrkogård i Stockholm. Efter Alsings bortgång instiftade några av hans vänner och tidigare kollegor stiftelsen Adam Alsings minne. Stiftelsen delar varje år ut minnespriset till människor verksamma i mediabranschen som verkar i Alsings anda och som bidrar till laganda och arbetar för allas lika värde.

## Privatliv
Adam Alsing var gift med Anette, född Bryskhe, och de fick tillsammans två söner.

## Radio- och TV-program
| Programledare på TV4 - 1990 – Twist & Shout - 1991 – Tur i Kärlek - 1992 – Casanova Programledare på TV 3 - 1993–1997 – Adam - 1998 – Utmanarna Programledare på Kanal 5 - 2000–2005 – Big Brother - 2003 – Masterplan Programledare på TV4 - 2006–2007 – Jeopardy - 2006 – 100% - 2007 – Pokerfejs - 2008 – Tack gode gud - 2009–2011 – Sveriges värsta bilförare - 2010 – Förkväll Programledare på TV 3 - 2011 – Adam Live - 2012 – Min pappa är bättre än din pappa - 2014 – Talang Sverige Programledare på Kanal 5 - 2014–2016 – Sveriges värsta bilförare - 2015–2016 – Ninja Warrior Sverige - 2017 – Arga snickaren med Adam Alsing - 2018 – Världens tuffaste jobb - 2020 – Top Gear Sverige | Övrig medverkan i TV - 1999/2000 – Måndagsklubben - 1999, 2010/2011 – På spåret (SVT), tävlande - 2006–2008 – Nyhetsmorgon, TV4 (3 avsnitt) - 2011 – Melodifestivalen (SVT), kommentator Galor - 1992 – Fröken Sverige 1992 (TV4) - 1993 – Fröken Sverige 1993 (TV4) - 1994 – Schlager-SM 1994: TV3:s melodifestival (TV3) - 2006–2007 – Junior Eurovision Song Contest - 2007 – Fotbollsgalan 2007 - 2008 – Grammisgalan 2008 - 2008 – Fotbollsgalan 2008 - 2009 – Fotbollsgalan 2009 Radio - 1988–1989 – Radio Värmland - 2001–2004 – Radio City 105,9 - 2004–2011 – Äntligen Morgon på Mix Megapol - 2012–2020 – Adam och Kompani, podcast - 2013–2016 – Rix Morronzoo på Rix FM - 2019–2020 – NRJ Morgon |